# Aznavour, sa jeunesse
Aznavour, sa jeunesse est un album sorti le 24 novembre 2014, qui regroupe certaines des chansons les plus connues de Charles Aznavour, reprises et interprétées par la « jeune génération » de la chanson française et du rap français,.
Outre les reprises figure un inédit, Mon fol amour, un texte de Charles Aznavour mis en musique par Indila.
L'album a reçu un mauvais accueil de la part des critiques,,.

## Liste des titres
1. Sa jeunesse, Charles Aznavour, Matt Houston, The Shady Brothers, Vitaa, Elisa Tovati, Soprano, Black M, Amel Bent
2. Mon fol amour, Indila
3. La Bohème, Kendji Girac
4. Emmenez-moi, Vitaa
5. For me, formidable, Matt Houston
6. À ma fille, Grand Corps Malade
7. Désormais, Ben l'Oncle Soul
8. She, The Shady Brothers
9. La Mamma, Yseult
10. Les Deux Pigeons, Amel Bent
11. Ay ! Mourir pour toi, Oxmo Puccino
12. Yerushalaim, John Mamann
13. Parce que, Camélia Jordana
14. Et pourtant, Joyce Jonathan
15. Hier encore, Passi